# Myonenspinspektroskopie
Myonenspinspektroskopie (µSR) ist die Sammelbezeichnung für drei Messmethoden der Nuklearen Festkörperphysik. Dabei werden positiv geladene, spinpolarisierte Myonen in die zu untersuchende Materialprobe implantiert und kommen dort auf Zwischengitterplätzen oder atomaren Fehlstellen zur Ruhe. Die Wechselwirkung des Myonenspins mit den magnetischen Momenten des Wirtsgitters führt zu einer charakteristischen zeitlichen Entwicklung der Spinpolarisation, welche beobachtet wird und Rückschlüsse auf lokale magnetische Eigenschaften der untersuchten Materialprobe ermöglicht.
Das Akronym µSR steht dabei für
- Myonen-Spin-Rotation als Präzession des Myonenspins um ein statisches, gemitteltes Magnetfeld
- Myonen-Spin-Relaxation als zeitliche Abnahme der Spinpolarisation eines Myonenensembles
- Myonen-Spin-Resonanz als Antwort des Myonenspins auf einen äußeren Hochfrequenzpuls

## Geschichte
1956 kamen die beiden theoretischen Physiker Tsung-Dao Lee und Chen Ning Yang
in einer bahnbrechenden Arbeit zu der Schlussfolgerung, dass im Gegensatz zu den anderen drei fundamentalen Wechselwirkungen Gravitation, Elektromagnetismus und starke Wechselwirkung der Paritätserhaltungssatz bei der schwachen Wechselwirkung verletzt wird und schlugen zur Überprüfung mehrere Experimente vor. Für diese Hypothese, die nur wenig später von der Physikerin Chien-Shiung Wu, in dem nach ihr benannten Wu-Experiment an 60Co-Kernen experimentell bestätigt werden konnte, bekamen Lee und Yang im folgenden Jahr den Nobelpreis für Physik 1957.
Im selben Jahr wurde die Paritätsverletzung durch Gruppen um Leon Max Lederman, Richard Garwin und Vince Telegdi im schwachen Zerfall des Myons nachgewiesen. In ihrem Artikel machten Garwin et al. die richtungsweisende Schlussbemerkung: It seems possible that polarized positive and negative muons will become a powerful tool for exploring magnetic fields in nuclei [...], atoms, and interatomic regions: Der Beginn der Myonenspinspektroskopie.

## Bedeutung und Abgrenzung
Mit der Myonenspinspektroskopie können Betrag, Richtung, Verteilung und Dynamik innerer magnetischer Felder gemessen werden.
Aufgrund der charakteristischen Eigenschaften:
- Sonde im Zwischengitterbereich

- reines Dipolmoment (keine Quadrupoleffekte)
- großes magnetisches Moment: {\displaystyle \mu _{\mu }=3{,}18\ \mu _{p}=8{,}89\ \mu _{n}}
- zugängliche Fluktuationszeit dynamischer Prozesse: {\displaystyle 10^{-11}\ \mathrm {s} <t<10^{-5}\ \mathrm {s} }

ist das Myon als magnetische Sonde komplementär zu anderen Methoden der nuklearen Festkörperphysik wie Kernspinresonanzspektroskopie und Neutronenstreuung und besonders geeignet zur Untersuchung
- schwach-magnetischer Effekte bzw. Momente bis herab zu {\displaystyle 10^{-3}\mu _{B}}/Atom

- ungeordneter bzw. geometrisch-frustrierter magnetischer Systeme (z. B. Spingläser)
- kurzreichweitiger Ordnung bzw. Ordnungsübergänge (komplementär zur Neutronenstreuung).

Da die Pionen-Produktion Protonenbeschleuniger eines bestimmten Energiebereichs voraussetzt, sind µSR-Messungen nur an vier sogenannten Mesonenfabriken möglich:
- Tri University Meson Facility (TRIUMF) in Vancouver, British Columbia, Kanada
- Rutherford Appleton Laboratory (RAL) nahe Didcot, Oxfordshire, England
- Paul Scherrer Institut (PSI) in Villigen und Würenlingen, Kanton Aargau, Schweiz
- Japan Proton Accelerator Research Complex (J-PARC) bei Tōkai, Präfektur Ibaraki, Japan

## Physikalischer Hintergrund

### Die schwache Zerfallskette π+→ μ+→ e+
Die μSR-Messmethode beruht auf der Paritätsverletzung in der schwachen Zerfallskette:
{\displaystyle {\begin{array}{rll}\pi ^{+}\longrightarrow &\mu ^{+}+\nu _{\mu }&\quad {\text{mit}}\quad \tau _{\pi }=\ 26\ \mathrm {ns} \\&\downarrow &\\&\mu ^{+}\longrightarrow e^{+}+\nu _{e}+{\overline {\nu }}_{\mu }&\quad {\text{mit}}\quad \tau _{\mu }=2{,}2\ \mu \mathrm {s} \\\end{array}}}
Unter Berücksichtigung der Erhaltungssätze für linearen Impuls und Spin führen
- die eindeutige Linkshändigkeit (Chiralität {\displaystyle h=-1}, d. h. Spin antiparallel zum linearen Impuls) der beiden beteiligten Neutrinos {\displaystyle \nu _{\mu },\nu _{e}} und
- die eindeutige Rechtshändigkeit (Chiralität {\displaystyle h=+1}, d. h. Spin parallel zum linearen Impuls) des Myon-Antineutrinos {\displaystyle {\overline {\nu }}_{\mu }}

zu den beiden Charakteristika dieser Zerfallskette:
1. Spinpolarisation des Myons {\displaystyle \mu ^{+}} beim Pionenzerfall
2. Anisotropie der Emissionswahrscheinlichkeit der Zerfallspositronen {\displaystyle e^{+}} beim Myonenzerfall.

#### Pionenzerfall: Produktion spinpolarisierter Myonen
Positive Pionen ({\displaystyle \pi ^{+}}) werden durch Spallationsreaktion beim Beschuss leichter Targetkerne (C, Be) mit hochenergetischen Protonen (ca. 600 MeV) erzeugt. 

Die zwei dominierenden Kernreaktionen sind:
{\displaystyle {\begin{array}{lll}p+p&\rightarrow &p+n+\pi ^{+}\\p+n&\rightarrow &n+n+\pi ^{+}\\\end{array}}}
Die so erzeugten freien Pionen zerfallen nach einer mittleren Lebensdauer von {\displaystyle \tau _{\pi ^{+}}=26\,\mathrm {ns} } in ein positives Myon und ein Myon-Neutrino.
Je nachdem, ob dieser Zerfall in Ruhe oder im Flug stattfindet, unterscheidet man zwischen Oberflächen- oder Zerfallskanal-Myonen:

##### Pionenzerfall in Ruhe: Oberflächenmyonen

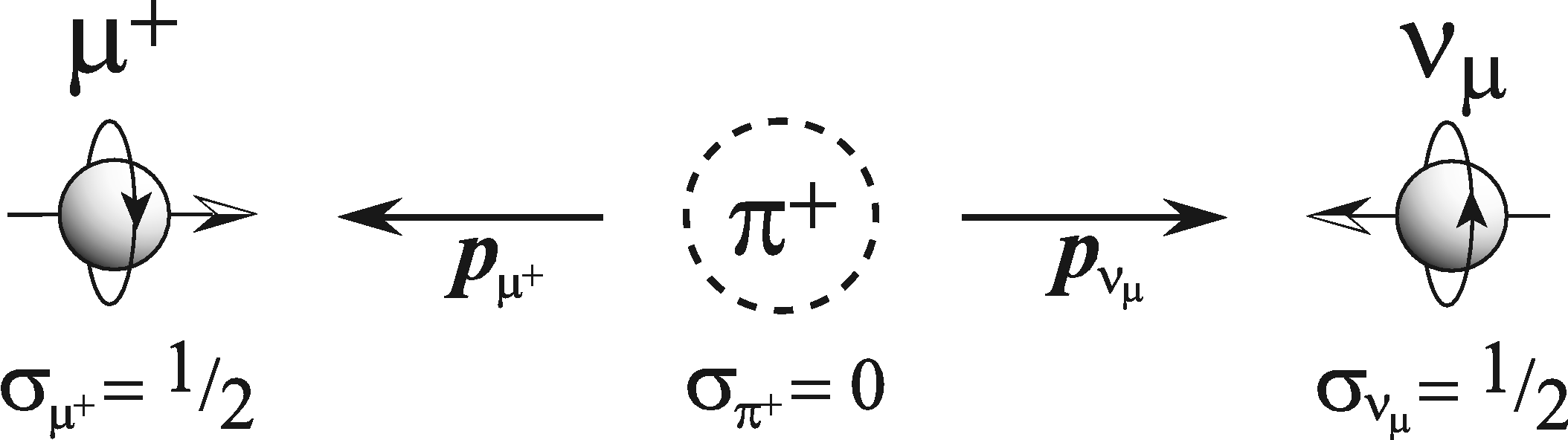
Zerfall des Pions im Ruhesystem: Paritätsverletzung und Erhaltungssätze für linearen Impuls und Drehimpuls führen zur Helizitätsanpassung bzw. Spinpolarisation des Myons.

Oberflächenmyonen stammen aus dem Zerfall niederenergetischer Pionen, die innerhalb des Produktionstargets gestoppt werden. Da es sich beim Zerfall des Pions um einen
Zweikörperzerfall handelt, sind Energie, Impuls und Drehimpuls der Zerfallsprodukte eindeutig festgelegt. Im Ruhesystem des Pions gilt:
{\displaystyle {\begin{array}{rcccccl}&\pi ^{+}&\rightarrow &\mu ^{+}&+&\nu _{\mu }&\\{\text{Energieerhaltung}}&E_{\pi }=m_{\pi }c^{2}&=&E_{\mu }&+&E_{\nu }&\\{\text{Impulserhaltung}}&{\vec {p}}_{\pi }=0&\Rightarrow &{\vec {p}}_{\mu }&=&-{\vec {p}}_{\nu }&\\{\text{Drehimpulserhaltung}}&{\vec {\sigma }}_{\pi }=0&\Rightarrow &{\vec {\sigma }}_{\mu }&=&-{\vec {\sigma }}_{\nu }&\\{\text{Helizitätsanpassung}}&&\Rightarrow &H(\mu ^{+})&{\stackrel {!}{=}}&H(\nu _{\mu })&\equiv -1\\\end{array}}}
Wegen ihrer geringen kinetischen Energie können nur Myonen nahe der Oberfläche des Targets dieses verlassen und besitzen eine geringe Eindringtiefe. Sie sind zum Studium dünner Schichten bzw. leichter Proben geeignet.

##### Pionenzerfall im Flug: Zerfallskanalmyonen
Hochenergetische Pionen durchlaufen einen sogenannten Zerfallskanal. Aufgrund der wesentlich geringeren, mittleren Lebensdauer der Pionen besteht der Strahl nach einer gewissen Flugstrecke vorwiegend aus Myonen. Da der Zerfall der Pionen im Flug erfolgt, besitzen diese Myonen einen höheren Impuls, sind jedoch nicht mehr zu 100 % spinpolarisiert. Durch den Übergang vom Ruhesystem des Pions ins Laborsystem müssen zwei Fälle unterschieden werden:

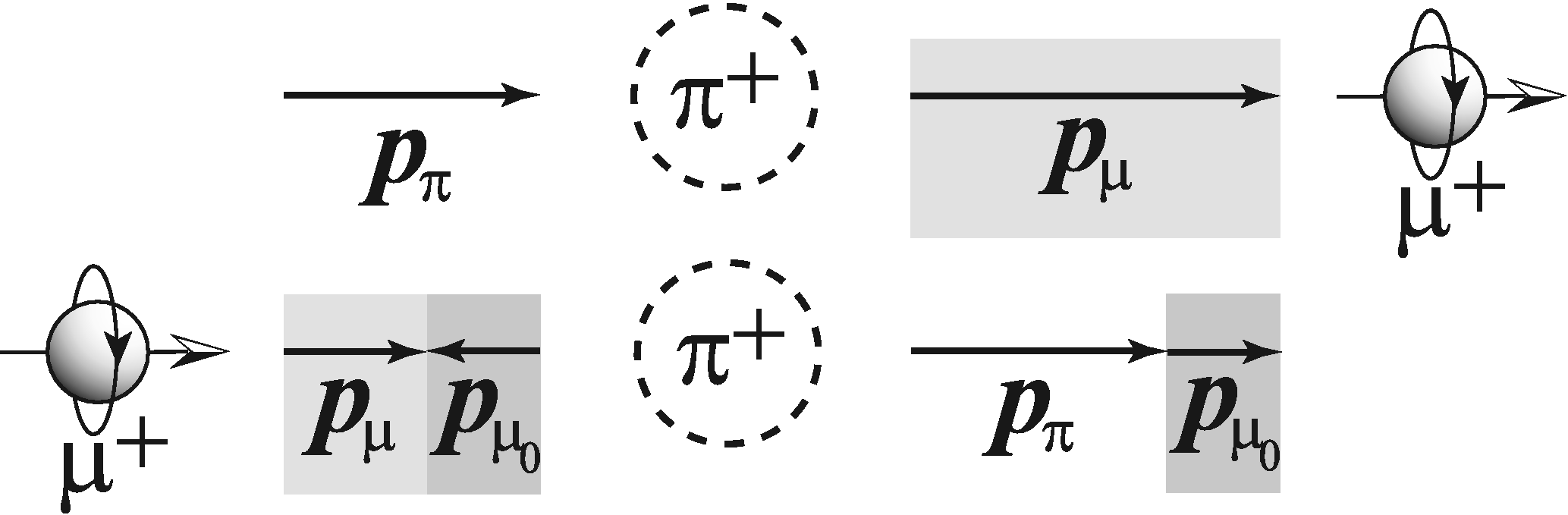
Vorwärts (rechts) und rückwärts emittierte Myonen (links). ist der Impuls des Myons im Ruhesystem des Pions. beziehen sich auf das Laborsystem.

- Vorwärtsemittierte Myonen: Das Myon wird in Flugrichtung des Pions emittiert. Im Ruhesystem des Pions addieren sich die Impulse von Pion und Myon. Der Myonenimpuls im Laborsystem ist somit größer als der des emittierenden Pions und besitzt die gleiche Richtung wie im Ruhesystem. Die Orientierung der Spinpolarisation bleibt damit erhalten: Vorwärtsemittierte Myonen sind rückwärts polarisiert.

- Rückwärtsemittierte Myonen: Das Myon wird entgegen der Flugrichtung des Pions emittiert. Der Myonenimpuls im Laborsystem ist somit geringer als der des emittierenden Pions und entgegengesetzt gerichtet zu dem des Ruhesystems. Die Spinpolarisation im Laborsystem ist antiparallel zu der des Ruhesystems: Rückwärtsemittierte Myonen sind vorwärts polarisiert.

Zerfallskanalmyonen besitzen also folgende charakteristische Eigenschaften:
- Impuls und Polarisationsrichtung sind innerhalb bestimmter Grenzen frei wählbar.
- Ihr Impuls ist deutlich größer als der der Oberflächenmyonen: {\displaystyle 210~\mathrm {MeV} /c>p_{\mu }>80~\mathrm {MeV} /c\gg 30~\mathrm {MeV} /c}
- Infolgedessen besitzen sie eine höhere Eindringtiefe: {\displaystyle 5~\mathrm {g} /\mathrm {cm} ^{2}>\rho >1~\mathrm {g} /\mathrm {cm} ^{2}\gg 0{,}1~\mathrm {g} /\mathrm {cm} ^{2}}
- Aufgrund kinematischer Depolarisation und endlicher Winkelauflösung beträgt der maximal erreichbare Polarisationsgrad jedoch nur ca. {\displaystyle H_{\mu }\approx 80\,\%}.

#### Myonenzerfall: Anisotropie der Zerfallspositronen

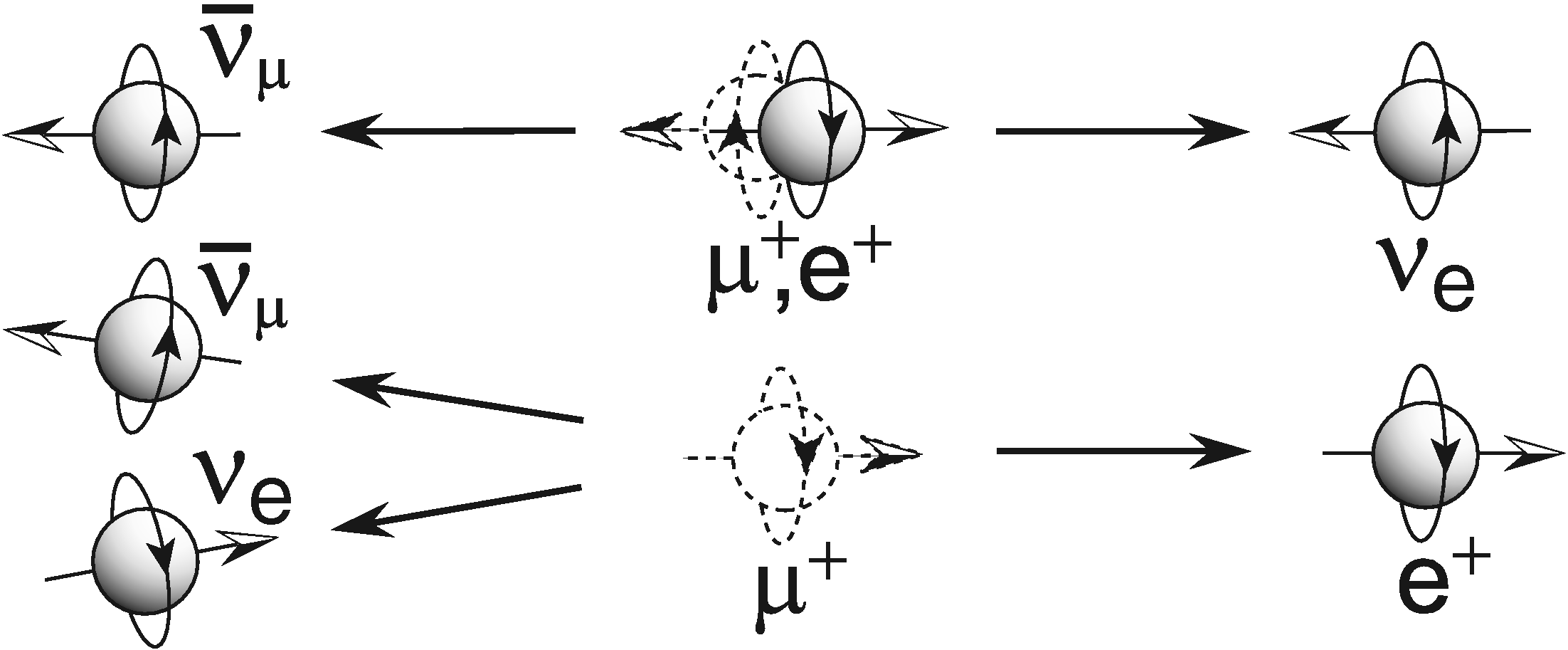
Myonenzerfall: Dargestellt sind die beiden Extremalfälle: Emission von Neutrino und Antineutrino in entgegengesetzter Richtung (das Positron bleibt in Ruhe) bzw. in gleicher Richtung entgegengesetzt zum Positron.

Das Myon zerfällt anschließend ebenfalls über die schwache Wechselwirkung, nach einer relativ langen mittleren Lebensdauer von {\displaystyle \tau _{\mu ^{+}}=2{,}2\,\mathrm {\mu s} } in ein Positron, ein Elektron-Neutrino und ein Myon-Antineutrino (Dreikörperzerfall):
{\displaystyle \mu ^{+}\rightarrow e^{+}+\nu _{e}+{\bar {\nu }}_{\mu }}
Da es sich um einen Dreikörperzerfall handelt, sind Energie und Impuls der Zerfallsprodukte nicht eindeutig festgelegt, sondern von der gegenseitigen Emissionsrichtung abhängig.
Für die kinetische Energie des Zerfallspositrons gilt:
{\displaystyle 0\ \leq \ E_{\mathrm {kin} }\leq \ E_{\mathrm {max} }=52{,}320\,\mathrm {MeV} }
Durch die eindeutige Händigkeit der beteiligten (Anti-)Neutrinos besteht eine Korrelation zwischen Spin und linearem Impuls des Zerfallspositrons, die sich in der Anisotropie der Positronenemission widerspiegelt.

### Das μSR-Signal

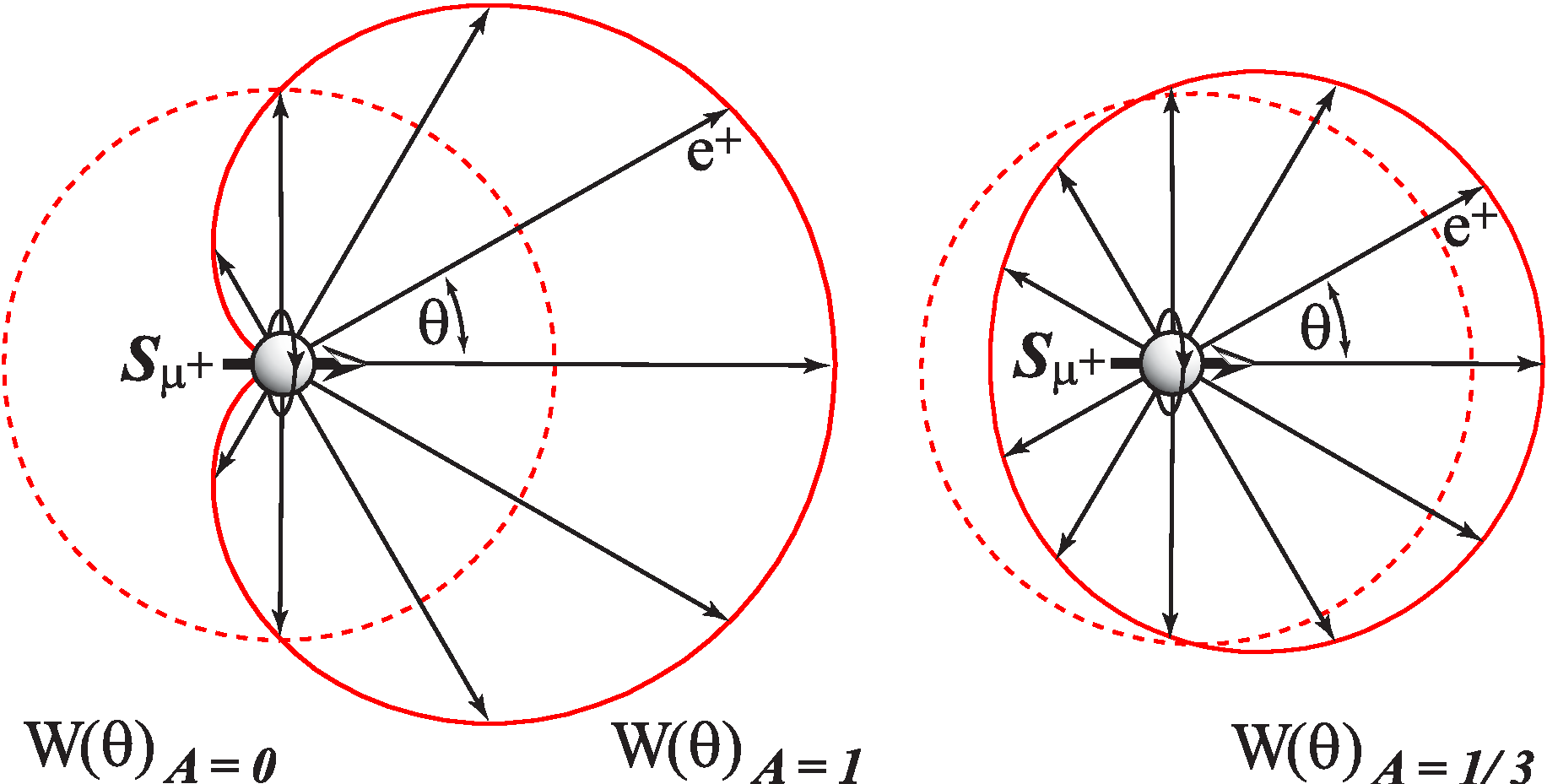
Myonenzerfall: Winkelabhängigkeit der Emissionswahrscheinlichkeit für Zerfallspositronen maximaler bzw. mittlerer Energie.

Die Wechselwirkung der magnetischen Momente eines Myonenensembles mit dem Mittelwert und der Verteilung des lokalen Magnetfeldes im Zwischengitterbereich hat eine zeitliche Änderung von Polarisationsrichtung und -grad zur Folge, welche über die Anisotropie der Zerfallspositronen beobachtet werden kann:
{\displaystyle W(\theta (t),t)=1+A_{0}\cdot {\vec {P}}(t)\cdot \cos(\theta )=1+A_{0}\cdot |{\vec {P}}(t)|\cdot \cos(\theta (t))}
- {\displaystyle A_{0}} bezeichnet die Anfangs-Asymmetrie des Myonenensembles,
- {\displaystyle \theta (t)} den Winkel zwischen Emissions- und Detektionsrichtung der Zerfallspositronen relativ zur Polarisationsrichtung des Myonenensembles.
- Die zeitliche Abnahme des Polarisationsgrades {\displaystyle |{\vec {P}}(t)|}  wird Depolarisation genannt und durch Relaxationsfunktionen {\displaystyle G(t)}  beschrieben.

Grundlage jeder zeitdifferentieller µSR-Messung ist somit die Aufzeichnung der zeitlichen Änderungen der Positronenzählrate in einer oder mehreren festen Raumrichtungen:
{\displaystyle N(t)/dt=B_{0}+N_{0}\cdot \exp(-t/\tau _{\mu })\cdot [\ 1+A_{0}\ G(t)\ \cos \theta (t)\ ]}
- Signaluntergrund {\displaystyle B_{0}}, Normalisierung {\displaystyle N_{0}} und Anfangsasymmetrie {\displaystyle A_{0}} der Zerfallspositronen sind durch Probengeometrie, Strahl- und Spektrometereigenschaften bestimmt.
- {\displaystyle N_{0}\cdot \exp(-t/\tau _{\mu })} beschreibt den freien Zerfall der Myonen mit der mittleren Lebensdauer {\displaystyle \tau _{\mu }\approx 2{,}2\ \mathrm {\mu s} } und legt, zusammen mit dem Signaluntergrund und die Nulllinie fest.
- Auf dieser Nulllinie befindet sich das interessierende Zeitverhalten {\displaystyle [1+A_{0}\ G(t)\ \cos \theta (t)]}.

#### Transversalfeldgeometrie

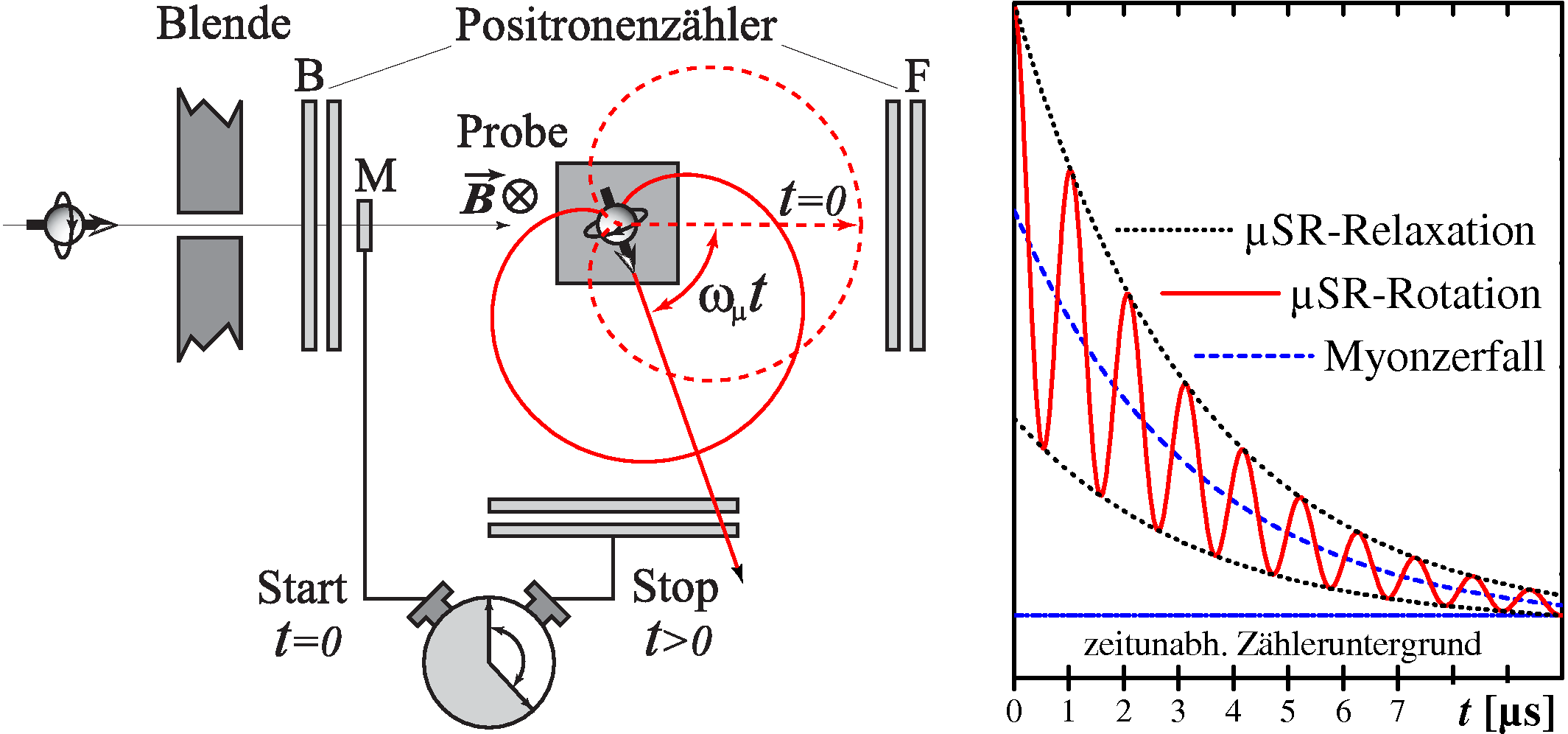
Myonen-Spin-Rotation: Schematischer Aufbau und typischer Zeitverlauf der Positronenzählrate einer µSR-Messung in einem äußeren Magnetfeld senkrecht zur Myonenpolarisationsrichtung (Transversalfeldgeometrie).

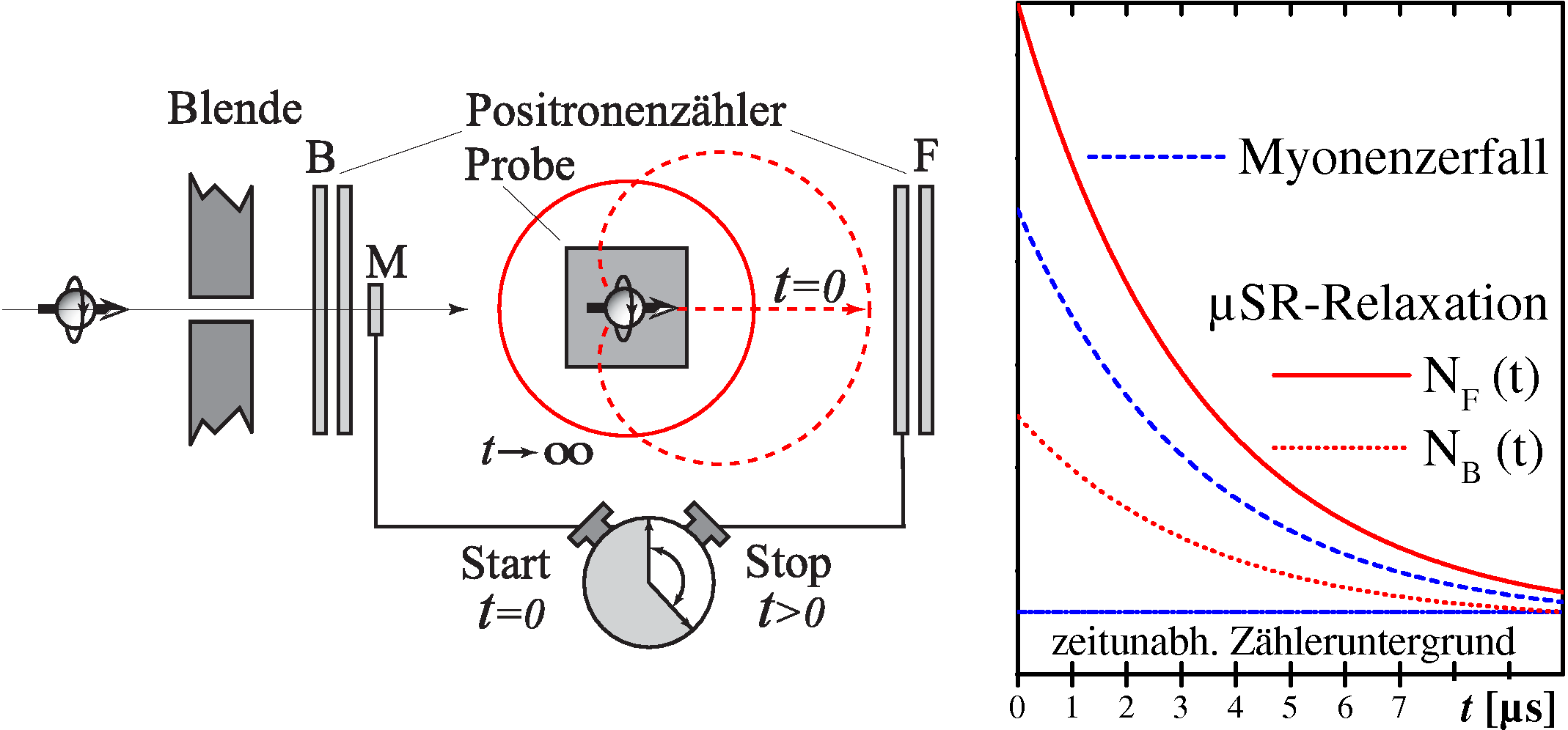
Myonen-Spin-Relaxation: Schematischer Aufbau und typischer Zeitverlauf der Positronenzählrate einer µSR-Messung in Nullfeld- bzw. Longitudinalfeldgeometrie.

Ein polarisierter Myonenstrahl wird durch eine Strahlblende kollimiert und in der zu untersuchenden Materialprobe gestoppt. Der Durchgang eines Myons durch den Myonen-Detektor legt den Zeitnullpunkt der Implantation fest. Das Zerfallspositron wird mit Hilfe der um die Probe angeordneten Positronenzähler erfasst und liefert das Stopp-Signal.
- Bei Abwesenheit innerer lokaler Magnetfelder präzediert der Myonenspin um das statische äußere Transversalfeld mit der Larmorfrequenz:

{\displaystyle \omega _{\mu }=\gamma _{\mu }\cdot B_{\mathrm {ext} }}
mit {\displaystyle \gamma _{\mu }/2\pi =135{,}5\;\mathrm {MHz/T} .}
- Existieren im Inneren der Materialprobe lokale Magnetfelder {\displaystyle B_{\mathrm {int} }\not \equiv 0}, welche zudem zeitlich und/oder räumlich variieren, so werden die einzelnen Myonenspins eines Ensembles unterschiedliche Präzessionsfrequenzen aufweisen. Die Myonen-Spin-Rotationsfrequenz spiegelt infolgedessen eine Mittelung der inneren Felder wider:

{\displaystyle {\overline {\omega }}_{\mu }=\gamma _{\mu }\cdot (B_{\mathrm {ext} }+\langle B_{\mathrm {int} }\rangle )}
mit
{\displaystyle \gamma _{\mu }/2\pi =135{,}5\;\mathrm {MHz/T} .}
- Durch die Feldverteilung geht die ursprüngliche Phasenbeziehung der einzelnen Spins mehr und mehr verloren. Das Rotationssignal weist daher eine zeitliche Dämpfung mit der transversalen Relaxationsfunktion {\displaystyle G_{\perp }} auf:

{\displaystyle N(\phi ,t)/dt=B_{0}+N_{0}\cdot \exp(-t/\tau _{\mu })\cdot [\ 1+A_{0}\ G_{\perp }(t)\ \cos({\overline {\omega }}_{\mu }t+\phi )]}

#### Nullfeld- bzw. Longitudinalfeldgeometrie
- Ohne äußeres Magnetfeld tritt Myonen-Spin-Rotation nur im geordneten Bereich magnetischer Materialien auf. Die Domänenstruktur führt jedoch zu einer Reduktion des Rotationssignals. Für isotrope Verteilung der Domänenmagnetisierung gilt ein Amplitudenverhältnis von {\displaystyle A_{\perp }/A_{\parallel }=2/1} und somit:

{\displaystyle {\begin{array}{rcl}N(\phi ,t)/dt&=&B_{0}+N_{0}\cdot \exp(-t/\tau _{\mu })\cdot f(\phi ,t)\\f(\phi ,t)&=&[\ 1+{\frac {A_{0}}{3}}\ (\ 2\cdot G_{\perp }(t)\ \cos({\overline {\omega }}_{\mu }t+\phi )+G_{\parallel }(t)\ )\ ]\\\end{array}}}
- Im ungeordneten, paramagnetischen Bereich ist ohne äußeres Magnetfeld keine Magnetisierung vorhanden und somit keine Myonen-Spin-Rotation beobachtbar. Die interessierende Größe ist hier die longitudinale Relaxationsfunktion {\displaystyle G_{\parallel }(t)}:

{\displaystyle f(\phi ,t)=[\ 1+A_{0}\ G_{\parallel }(t)\ \cos \phi \ ]}

#### Relaxationsfunktionen
Im Vergleich zur transversalen ist die longitudinale Relaxationsfunktion durch eine stärkere, anfängliche Depolarisation und einen Wiederanstieg gekennzeichnet:

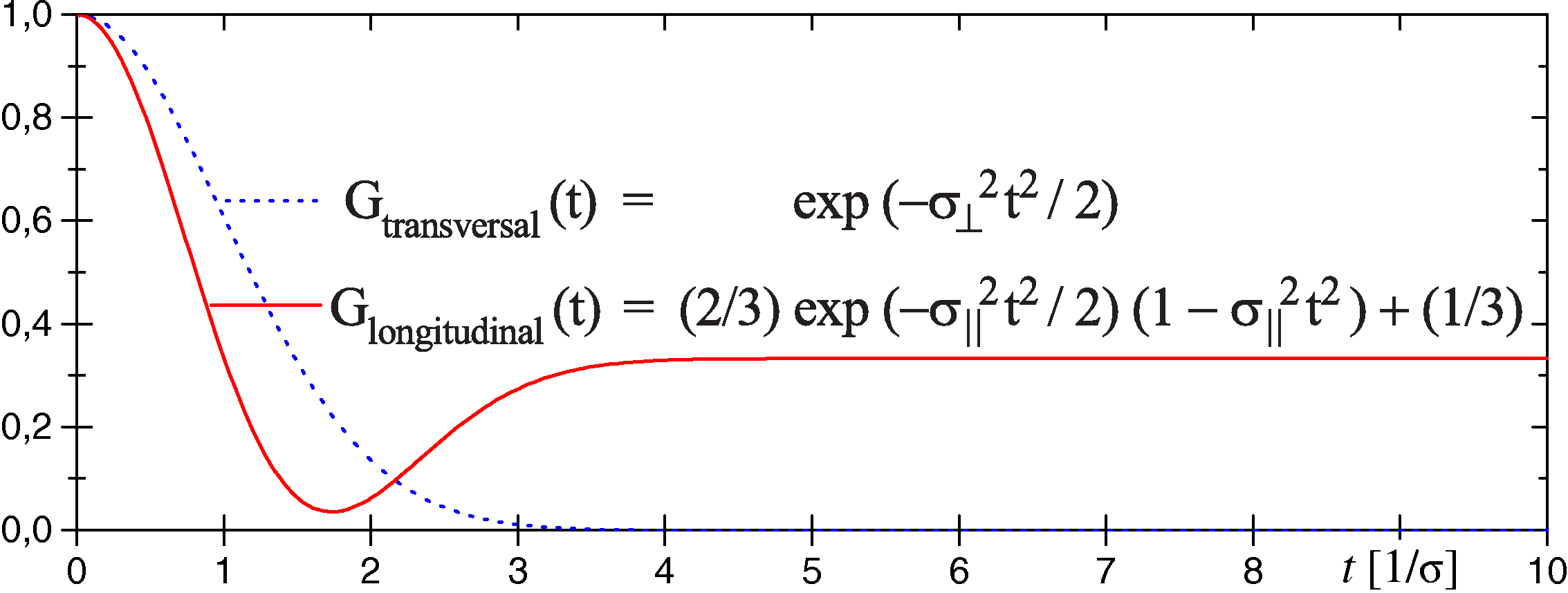
Vergleich der transversalen und longitudinalen Relaxationsfunktion bzw. für statische Feldverteilungen.

- Die stärkere Anfangsdepolarisation von {\displaystyle G_{\parallel }(t)} resultiert aus dem Einfluss zweier senkrechter Komponenten der Feldverteilung, statt nur einer Komponente für {\displaystyle G_{\perp }(t)}.
- Der Wiederanstieg erklärt sich aus dem fehlenden Einfluss der longitudinale Komponente der Feldverteilung.
  - Aus der Größenordnung des Wiederanstieg kann auf die Korrelationszeit langsamer Fluktuationen geschlossen werden.
  - Ein vollständiger Wiederanstieg ist ein eindeutiger Hinweis auf eine statische Feldverteilung.
  - Bei schnellen Fluktuationen verschwindet das Minimum der statischen Nullfeld-Relaxation ganz und die Relaxationsfunktion erhält einen exponentiellen Verlauf

- Longitudinalfeldmessungen:
  - Da eine Entkopplung schnell fluktuierender Feldverteilungen nicht möglich ist, geben Longitudinalfeldmessungen eindeutige Auskunft, ob eine statisch oder dynamische Situation vorliegt.
  - Durch Anlegen eines äußeren Magnetfeldes parallel zur Polarisationsrichtung ist es möglich, die Depolarisation aufgrund innerer, statischer Feldverteilungen aufzuheben und die anfängliche Spinpolarisation zu erhalten. Die Stärke des Magnetfeldes gibt dabei Aufschluss über die Wechselwirkungsenergie und den Ursprung (elektronische oder nukleare Momente) der inneren Feldverteilung.
- Nullfeldmessungen sind für die Untersuchung kritischer Phänomene am magnetischen Phasenübergang entscheidend.